# 交響曲第9番 (マーラー)
交響曲第9番（こうきょうきょくだい9ばん、ドイツ語: Sinfonie Nr. 9）ニ長調は、グスタフ・マーラーが1909年に作曲した交響曲。『大地の歌』を含めると、10番目の交響曲となる。交響曲第10番が未完成のままマーラーが死去したため、この曲が完成された最後の交響曲となった。
マーラー夫人のアルマやブルーノ・ワルターらによる「マーラーが『大地の歌』に「第9番」と銘打つことを恐れたため、続いて作曲されたこの曲が第9番になった」という逸話については、大地の歌#「第九」のジンクスの項を参照のこと。演奏時間約70～90分。

## 概要
ニューヨーク・フィルハーモニックの指揮者として、この作品の作曲前後には旺盛な活動を行うなど、マーラーが自身の健康についても一時の不安を脱した充実した時期に書かれた作品である。
交響曲第8番、『大地の歌』とつづいた声楽・歌曲との融合から、マーラーはこの曲では再び純器楽路線に立ち戻っている。4楽章構成、第1楽章がソナタ形式に従って書かれているなど、古典的な交響曲としての要素を持つ。その一方で、両端楽章にテンポの遅い音楽を配置し、調性的には、第1楽章はニ長調であるが、第1主題が常にこの調と結びついていて、展開部などでも移調されないこと、最終楽章がこれより半音低い変ニ長調で書かれているなど、伝統的なスタイルからの逸脱も多い。
この曲は、なんらの標題も用いられていないにもかかわらず、全曲が「別れ」や「死」のテーマによって貫かれていることが印象づけられる。その理由として、終楽章の最後の小節に、マーラー自身がersterbend（死に絶えるように）と書き込んでいることがある（後述）。また、この曲でマーラーは過去の自作、他作から多くの引用をしており、これらが過去の追想や別離の気分を高めている。引用は、それまでのマーラー作品でも部分的に見られたものであるが、第9番ではそれが体系的といえるほど多用されている。引用の手法も単純でなく、ひとつの素材が変形されるなかで、引用された音楽との間で多様な連関を想起させるものとなっており、同じ進行の繰り返しを徹底的に避けるマーラーの作曲技法とひとつに重なっている。こうした手法は、後の1960年代後半から1970年代にかけて流行したコラージュ音楽の発想の原型とも見られている。
この引用を含めて技法的には、それまでの諸作品の集大成であることを超えて、新たな境地を開こうとする意欲が認められる。多くの場合、音楽とテーマの普遍性、独自性、書法の大胆さ、表現の崇高さなどにおいて第9番はマーラーの最高傑作と見なされている。このため、演奏・録音機会が多いだけでなく、後述するように、指揮者やオーケストラがなんらかの節目や記念的な行事の際の演奏曲目としてしばしば採り上げられる。

### 第9番の「完成度」
マーラーの最高傑作とされることも少なくない第9番であるが、死によって自身で初演を果たすことはできなかった。交響曲第8番までの自作については、初演に向けた練習の過程や初演後に楽譜に手を入れることが常であったため、もしマーラーがもう少し長生きして第9番を初演できていたら、第9番はさらに改訂された可能性がある。とくに第4楽章については、オーケストレーションが薄く、マーラー独特の念入りな指示が少ないことから、後で手を加えるつもりがあったとの推測も成り立つ。

### アルマとの関係
この曲が作曲された1909年夏には、妻アルマは病気のためマーラーの休暇先のアルト・シュルーダーバッハに同行していなかったといわれている。第9番の自筆譜には、アルマへの呼びかけの言葉が書き込まれていることから、この時期、マーラーとアルマの関係に亀裂が生じ始めており、マーラーのアルマに対する個人的な感情が音楽に影響を与えたという解釈もある。ただし、アルマが建築家ヴァルター・グロピウスと出会うのは1910年の夏で、曲が完成した同年4月より後のことであり、この「三角関係」を第9番の内容に直接結びつけることはできない。

## 作曲の経過

### トスカニーニのメトロポリタン歌劇場登場
- 1908年9月19日、プラハでチェコ・フィルハーモニー管弦楽団を指揮して自作の交響曲第7番を初演。10月27日、ミュンヘンで再演。
- 10月21日、ニューヨークに戻り、ニューヨーク・フィルハーモニックを初めて指揮。12月8日には同オーケストラを指揮して交響曲第2番を演奏する。
このシーズンからアルトゥーロ・トスカニーニがメトロポリタン歌劇場に登場して、ワーグナー作品などマーラーが得意とするレパートリーを採り上げ始めた。このため、マーラーは心中穏やかでなく、活動の中心を歌劇場からニューヨーク・フィルに移し始めた。エンリコ・カルーソーがマーラーのカリカチュアを描いたのはこのころである。
- 1909年2月にベドルジハ・スメタナのオペラ『売られた花嫁』をアメリカ初演。
- 4月にヨーロッパに戻り、パリに滞在。オーギュスト・ロダンの彫刻のモデルになったり、アルフレード・カゼッラやエドガー・ヴァレーズに会ったりしている。

### 第9交響曲の作曲
- 1909年夏、トブラッハ（現イタリア領）近郊のアルト・シュルーダーバッハで交響曲第9番を作曲、2か月間でほぼ書き上げた。この地にアルマは同行しなかったという。ブルーノ・ワルター宛の手紙に、この曲についてマーラーは「小さな一家にとって非常に好ましい財産になるだろう。」と述べ、「それは狂ったように大急ぎで、あわただしく、ほとんど書きなぐられたので、とても他人には読めないだろう。今年の冬には何とか暇がとれて、総譜の清書ができるとよいのだが」と書いている。10月以降はニューヨークに楽譜を持ち込んで仕上げにかかり、翌1910年4月1日、同地で浄書が完成した。
- この間、9月末から10月初めにかけてオランダ旅行し、自作の交響曲第7番を指揮。10月8日から12日にかけてパリで、再びロダンのモデルとなっている。

### ニューヨーク・フィルとの蜜月
- 1909年から1910年にかけてのシーズンでは、マーラーはメトロポリタン歌劇場ではほとんど指揮せず、代わりにニューヨーク・フィルとの演奏会を44回も持った。このなかで、自作の交響曲第1番や、リヒャルト・シュトラウス、フェルッチョ・ブゾーニ、クロード・ドビュッシーらの作品、セルゲイ・ラフマニノフのピアノ協奏曲第3番（ラフマニノフ自身のピアノによる）などを演奏した。
- 1910年3月5日、メトロポリタン歌劇場特別公演でピョートル・チャイコフスキーのオペラ『スペードの女王』の新演出を上演。その後ヨーロッパに戻る。
- 同年4月17日、パリ・トロカデロ宮で自作の交響曲第2番を指揮。ドビュッシーやポール・デュカスが聴きに来るが、アルマの回想録によると、彼らは第2楽章の演奏途中で出て行ったという（ドビュッシー研究家のフランソワ・ルシュールは、この証言を「到底信じられないような情報」と評している）。
- 6月、交響曲第8番の初演（9月）に向け、練習にとりかかる。このころ、病気療養中のアルマが建築家のヴァルター・グロピウスと出会う。

## 初演と出版

### 初演
- 1912年6月26日、マーラーの死後、ウィーンにて初演。ブルーノ・ワルター指揮ウィーン・フィルハーモニー管弦楽団による。なお、マーラーの完成された交響曲がウィーンで初演されたのも、今日の版図におけるオーストリアで初演されたのもこれが唯一であり、大部分はドイツ初演である。
- 日本初演は1967年4月16日に東京文化会館にて、キリル・コンドラシン指揮モスクワ・フィルハーモニー管弦楽団による。

### 出版
- 1912年、ウィーンのウニヴェルザール出版社から出版。
- 1969年、ウニヴェルザール出版社から国際マーラー協会による「全集版」出版。

## 楽器編成
- ピッコロ 1、フルート 4、オーボエ 4（うちコーラングレ持ち替え 1）、小クラリネット 1、クラリネット 3、バスクラリネット 1、ファゴット 4（うちコントラファゴット持ち替え 1）
- ホルン 4、トランペット 3、トロンボーン 3、チューバ 1
- ティンパニ 2人（6個）、バスドラム、スネアドラム、トライアングル、シンバル、銅鑼、グロッケンシュピール、鐘 3
- ハープ
- 弦五部（16型）

## 楽曲構成
古典的な4楽章構成をとるが、両端楽章は通例に反して緩徐楽章となっている。各楽章ごとのテンポは緩－急－急－緩という流れとなっており、これは、緩－急－緩のフランス風序曲の形式に倣っているともいわれている。また、マーラーの交響曲でよく見られるレントラーが第2楽章に用いられている。演奏時間は最短で69分（ヘルマン・シェルヘン指揮ウィーン交響楽団、1950年6月19日モノラル・ライブ録音）、最長で96分（大植英次指揮ハノーファー北ドイツ放送フィルハーモニー、2008年6月28日ライブ録音）のものがある。

### 第1楽章 Andante comodo
アンダンテ・コモド　ニ長調　4/4拍子　自由なソナタ形式
チェロ、ホルン、ハープなどが断片的に掛け合う短い序奏（譜例1）によって曲は開始される。ここでは、チェロとホルンによるシンコペーションのリズムと、ハープによる「ミソ・ラソ（移動ド）」という4音からなる動機が現れ、全曲を統一する有機的な素材となっている。シンコペーションのリズムには、レナード・バーンスタインが語ったとされるマーラーの心臓の鼓動、不整脈を表すという解釈がある。これに続き、第2ヴァイオリンがため息のように2度下降する動機を奏する。ここからが第1主題（譜例2）で、この動機は、ベートーヴェンのピアノソナタ第26番「告別」冒頭のLe-be-wohl（さようなら）に由来すると考えられ、前作『大地の歌』の第6楽章「告別」の結尾で歌われた「永遠に」(ewig)という音型の引用でもある。この動機は、自作の歌曲（『さすらう若者の歌』）や交響曲（交響曲第3番第4楽章、交響曲第4番第3楽章など）で見られるもので、他の楽章でも現れ、統一的に用いられる。

譜例1
譜例2
この主題を中心として歌うような曲想が続くが、ホルンの2度下降動機からニ短調に転じ、管の和音と共に第1ヴァイオリンが半音階的に上昇する主題を奏する。これが第2主題（譜例3）である。

譜例3
この主題が悲痛に高揚した後、ヴァイオリンの高音部に2度下降動機が再び現れる。もう一度高まって、金管に半音階的に下降する動機が繰り返される（譜例4）と、提示部の変奏的かつ発展的な反復となる。第1主題、第2主題ともに発展し、「死の舞踏」を思わせる。ハープの印象的な動きに導かれ、金管の半音階的に下降する動機が発展し、情熱的に呼びかけるような主題が弦と金管に現れて盛り上がる。この主題（譜例5）は、自作の交響曲第1番の第4楽章、第2主題からの引用であり、この楽章ではいわば第3主題のような役割を果たす。ここで初めの頂点に達するが、音楽は暗転し、展開部に入る。

譜例4

譜例5
冒頭と同じテンポになり、静かで暗い雰囲気の中、序奏が回想される。これに引き続き、しばらく第1主題が暗く扱われるが、ハープの響きから気分を整えて第1主題の変形が現れる。ここではヨハン・シュトラウス2世のワルツ『人生を楽しめ』が引用される（マーラーは自筆譜のこの部分に「おお若き日! 消え去ったもの! おお愛! 吹き消されたもの!」と書き込んでいる）。
穏やかな曲想が続いていくが、徐々に動きを見せ、テンポはアレグロ・リゾルートとなり、金管の半音階下降動機や第3主題、トランペットのファンファーレ（交響曲第1番、交響曲第7番第1楽章などからの引用）が重ねられて力を増す。トライアングルが動きを遮るように強音でトレモロを出すが、序奏の「ミソ・ラソ」のモティーフがティンパニによって強打され、音楽はさらに凶暴さを増し、狂おしくなっていく。頂点で第3主題が強烈に吹奏され、輝かしいクライマックスを築くが、急速に落ち込む。
ここから曲はテンポを落とし、第2主題に基づいて陰鬱な気分で進む。変形された第2主題の情熱的かつ不気味な展開が続いたあと、2度下降動機や半音階的に下降する動機が静かに奏されていくが、次第に落ち着いてきて再び第1主題の変形が現れる。ここから3度目の頂点へと高揚してゆく。第1主題が高揚していき、第3主題が叫ばれると、それに続き「より動きをもって（Bewegter）」と指示される部分に入る。大きな起伏を持って何度も頂点を築き、第1主題が輝かしく叫ばれるも、不協和な響きのなか引きずられていくように落ち込む。それに続いて「最大の暴力で(mit höchster Gewalt)」と指示され、銅鑼が強打され、トロンボーンのシンコペーションがすべてを遮るように吹き鳴らされる。「ミソ・ラソ」の動機がティンパニによって強烈に打たれ、もう一度シンコペーションが吹かれた後、葬送行進曲風の経過部となる。ここでは序奏の変形を扱っているが、「ミソ・ラソ」の動機が鐘によって奏されることで、初めてこれが葬列の鐘を模したものであったことが明かされる。
こののち、「最初のように（Wie von Anfang）」と指定された再現部となり、第1主題がかなり自由に再現し、高まった後、第2主題が暗示される。
ここで曲は一転して、「突然著しくゆっくりと、そして小さく（Plötzlich bedeutend lamgsamer(lento) und leise）」と指示された、各楽器の掛け合いによるカデンツァ風の部分となる。もう一度第2主題が姿を見せるが、荒々しさは消えており、ハープの動きによって導かれる第3主題も残照のようなホルンの響きに変わる。フルートが高いところから次第に降りてきて、静かになった後、コーダに入る。
コーダでは、独奏ヴァイオリンと木管の対話から2度下降動機が柔らかく繰り返されて、最後に弦の高いフラジョレットが楽章を結ぶ。
演奏時間は約25-36分程度。

### 第2楽章 Im Tempo eines gemächlichen Ländlers. Etwas täppisch und sehr derb
緩やかなレントラー風のテンポで、いくぶん歩くように、そして、きわめて粗野に　ハ長調　3/4拍子
付点リズムを伴う序奏のあと、3つの舞曲がABCBCABAという順序で入れ替わり現れる。
Aは弦のトリルを含む民族舞踊的な旋律であるが、ファゴットの音階的に上昇する動機や木管の2度下降動機が絡む（譜例6、7）。指示通りレントラー風に進んでいったあと、Bを導く。

譜例6

譜例7
Bはホ長調で速度を上げて活気づく（譜例8）。時折2度下降動機をはさんでかなり土俗的で諧謔的な雰囲気になる。付点リズムの動機も挟み、曲は一旦暗転しかけるが、すぐに穏やかになり、Cを導く。

譜例8
Cはヘ長調で穏やかなもの（譜例9）。2度下降の動機によっており、Aの要素も顔を出す。若干暗い影を落としかけるも、また穏やかになり、つづいてBが再現する。

譜例9
Bが展開風に扱われ、またもや暗転しかけるが、再びCとなる。2度下降動機が大きく歌われ、第1楽章の面影も見せるも、Aが再現する。
Aは次第に暗い影を深刻に落とし始め、死の舞踏の様相すら呈し始め、楽章のクライマックスを導く。陽気な動機と陰気な動機がぶつかり合い、狂乱状態となったあと、Bが再現する。
Bが収まると、序奏の素材に導かれてAが再現し、暗い影を落としつつも次第に穏やかになってゆき、静かに楽章を結ぶ。
演奏時間は約12-16分程度。

### 第3楽章 Rondo-Burleske: Allegro assai. Sehr trotzig
「ロンド＝ブルレスケ」アレグロ・アッサイ　きわめて反抗的に　イ短調　2/2拍子
「ブルレスケ」とは「道化」を意味する。草稿には作曲者自身の「アポロにいる私の兄弟たちへ」の書き込みがある。
おおまかにABABC（中間部）Aという構成。トランペットの信号音とAの断片による短い序奏のあと、力強くAが開始される。
Aは多声的で、自作の交響曲第1番第3楽章及び第4楽章との関連が指摘される（譜例10）。

譜例10
Aのリズムを持って移行することによって、2/4拍子でユーモラスな副主題の役割を果たすB（譜例11）が現れる。

譜例11
この両者がフゲッタ的に組み合わされて曲は進行し、レハールの『メリー・ウィドウ』や交響曲第3番第1楽章からの引用を交えながら、快活だが皮肉な雰囲気で曲は進む。
Aの盛り上がりの頂点でシンバルが打たれ、Cが導かれる。ここでは、回音（ターン）音型を含むなめらかな動機とホルンの6度跳躍上昇の動機が組み合わされるうちに雰囲気が一変し、ニ長調でトランペットが柔らかく回音音型を奏する（譜例12）。

譜例12
クラリネットなどを主にして、徐々にAの動機が皮肉な調子で戻ってくるが、ハープの動きでCと頻繁に交代する。大太鼓の弱音のトレモロによってAが支配的となり、完全にAの動機が帰ってきたあと、速度を上げて狂おしく盛り上がり、最後はストレッタ的に急迫する。
演奏時間は約11-15分程度。

### 第4楽章 Adagio. Sehr langsam und noch zurückhaltend
アダージョ。非常にゆっくりと、抑えて　変ニ長調　4/4拍子
基本的には2つのエピソードを持つABABA＋コーダの形式だが、同様な繰り返しが避けられており、絶えず表情が変化しているため、形式感は判然としない。交響曲第3番の終楽章もアダージョであり、構成的にも対応が見られる。2つの主題に基づく変奏曲とする解釈もある。
第3楽章で見られた回音音型（ミ・ファミレ♯ミ）を含む、弦の短い序奏（譜例13）で始まる。ここでは、ワーグナーの楽劇『トリスタンとイゾルデ』から「愛の死」が引用されていると見られる。また、ブルックナーの交響曲第9番の第3楽章冒頭主題との関連性も指摘されている。

譜例13
ヴァイオリンの主要主題（譜例14）は2度下降動機で始まり、回音音型に至るもの。各声部で回音音型が繰り返される。ファゴットの低いモノローグを挟んでホルンが主要主題の前半を歌う。

譜例14
第1のエピソードは、高弦と低弦によって、ファゴットのモノローグが拡大されたような音楽が奏され、薄明るい印象を残す。ヴァイオリン独奏や木管に2度下降動機が現れる。
ホルンが再び主要主題を出して、弦楽によって感動的に高まるが、次第に重苦しくなる。再び独奏ヴァイオリンと木管が現れて緊張が解ける。
第2のエピソードは、ハープの単純なリズムのうえに木管が淋しげに歌う。
弦、金管が加わってきて、主要主題となり、大きくクライマックスを築く。ここでは主要主題はほとんど形を失って、回音音型で覆われる。そしてヴァイオリンの高音に、第1楽章冒頭動機のシンコペーションが反復された後、再び主要主題が詠嘆的に大きく形を変えて再現する。
この後もう一度大きなクライマックスを築くが、徐々に主要主題は形を変え、断片的になっていく。
ヴァイオリン（譜例15）が『亡き子をしのぶ歌』第4曲（「太陽の輝くあの高みでの美しい日」、譜例16）を引用する。その後、回音音型が導かれ、徐々に力を失い、休止のあとアダージッシモのコーダに入る。

譜例15
譜例16
最後の34小節は、コントラバスを除く弦楽器だけで演奏される。回音音型を繰り返しながら浮遊感を湛えつつ、「死に絶えるように」最弱奏（）で終わる。最後のヴィオラの音型は、ソ・ラ♭・シ♭・ラ♭（移動ドでファ♯・ソ・ラ・ソ）となっていて、これは同じく「死に絶えるように」と書かれた交響曲第7番第4楽章の最後、クラリネットの音型と同様である。
演奏時間は約21-29分程度。

## 死に絶えるように
この曲の第4楽章、最後の小節にマーラーはドイツ語でersterbend（死に絶えるように）と書き込んでおり、このことが第9交響曲全体を貫く「死」のテーマにつながっている。しかし、このersterbendの語が使われているのは、必ずしも第9番のこの部分だけではない。他に次のような例がある。
- 交響曲第2番、第4楽章「原光」の中間部、オーケストラの間奏部分。
- 交響曲第4番第3楽章の最後に、Gänzlich ersterbend（完全に死に絶えるように）と書かれている。同時に、イタリア語のmorendo（こちらは「だんだん遅く、弱く」という音楽上の発想記号として使われる）も書き込まれている。
- 交響曲第7番第4楽章の最後。morendoも書かれている。このクラリネットの音型は、第9番第4楽章最後の音型と同様のもの。
- 『大地の歌』第6楽章「告別」の最後に、Gänzlich ersterbendと書かれている。

このように、第9番だけが「死ぬように」終わっているわけではない。とはいえ、第2番の場合は楽章の途中である。第4番、第7番の場合は、中間楽章の終わりであって、いずれもその後に続く最終楽章で「天上」を描いているという解釈もなされている。全曲の終わりで、第9番とほぼ共通した使われ方をしているのは『大地の歌』である。
この発想表示や大地の歌#「第九」のジンクスの逸話、さらにマーラー自身がこの曲の初演をすることなく亡くなったことなどから、マーラーは迫り来る死の恐怖におびえ、あるいはこの恐怖と闘いながら作曲したという劇的なイメージが作られるが、そのイメージを喧伝した一人であるアルマ夫人が認めているように、作曲当時のマーラーはむしろ健康状態の不安に一区切りをつけることができ、指揮者としても作曲家としても精力的に活動していた時期であった。
また「死」は、第9番に限らずマーラーが生涯を通じて追求してきたと同時に、20世紀初頭の芸術各分野で一般的に採り上げられる主題であったこともまた事実である。

## レコーディング

### 初レコーディング
この曲の初めてのレコーディングは、ブルーノ・ワルターが1938年1月16日にウィーン・フィルハーモニー管弦楽団を指揮した演奏会のライヴ録音で、戦前期におけるウィーン・フィルとの最後の共演盤であった。この演奏の約2か月後、オーストリアはナチス・ドイツに併合され（アンシュルス）、ユダヤ系だったワルターは財産没収などを受け、苦難の亡命せざるを得なくなる。また、ウィーン・フィルにとってもユダヤ系の音楽家が多かった戦前の黄金時代最後の演奏会となり、ユダヤ系名物コンサートマスターのアルノルト・ロゼーの事実上の引退公演でもある。日本では太平洋戦争中の1943年にニッチクから発売された。ワルター自身は嫌な思い出のためか、この録音をさっさと破棄することを願っていたという。後にワルターは1961年にコロンビア交響楽団とセッション録音を行っている。なお、ウィレム・メンゲルベルクは、ワルターの解釈に異を唱えていた。

### バーンスタインの一期一会
1979年10月4日、レナード・バーンスタインはアムネスティ・インターナショナルの支援を受けて、最終的に当時ベルリン・フィルハーモニー管弦楽団の芸術監督であったカラヤンではなく、ベルリン芸術週間の決定を受けて、生涯唯一となるベルリン・フィルへの出演（ベルリン芸術週間）を果たし、第9番を指揮した。この演奏会は放送用に録音されて翌年に日本でもNHK-FMで放送され、その後1992年にドイツ・グラモフォンよりCDとして発売された。バーンスタインは1985年にもアムステルダム・コンセルトヘボウ管弦楽団とのライヴ録音を残している。

### カラヤンのライヴ録音
カラヤンもその直後、1979年から1980年にかけて第9番をセッション録音し、さらにその後の1982年にもベルリン芸術週間で第9番をライヴ録音している。こちらはカラヤンが生前に認めたライヴ録音として貴重である。

### バルシャイの里帰り
1993年4月13日、ルドルフ・バルシャイは亡命以来16年ぶりにモスクワに戻り、モスクワ放送交響楽団を指揮して第9番を演奏した。この演奏は1993年度のモスクワ音楽界一番のハイライトに選ばれている。